# Rebecca Johnson
Rebecca Nicole Johnson (Minlaton, Australia, c. 1970) es una científica australiana,  directora del Instituto de Investigaciones del Museo australiano, División de Ciencia & Aprendizaje del Museo australiano. Fue la primera mujer en ser nombrada en esa función en la historia de 188 años del museo. Es también Jefa del Centro australiano del Museo australiano de Genómica de Vida salvaje. Recibió su educación por la Universidad de Sídney  - BSc (Hons) 1995 y le otorgaron su PhD por la La Trobe Universidad en 2000.

## Investigaciones
Ha trabajado en genética molecular animal en laboratorios en Sídney, Townsville Queensland, Melbourne y en Boston. Se unió al Museo Australiano en 2003 siendo directora de laboratorio, más tarde Jefa de Investigaciones del Centro australiano de Genómica de Fauna y flora. Es ahora directora de ambos el Centro australiano de Genómica de Fauna y flora y tres otras unidades que comprende la infraestructura científica del Museo australiano.
Una de las consecuciones significativas de Johnson fue establecer el Museo Australiano como líder global en ciencia forense en fauna y flora – una subdisciplina de ciencia forense que usa las colecciones únicas del Museo, pericia e instalaciones de laboratorio en una manera innovadora. Los trabajos de equipo de Johnson a través de la industria, aplicación de leyes del Centro australiano de Genómica de Fauna y flora es una de las pocas ISO 17025 acreditándose a laboratorios de ciencia forense en la región australasiana. Los equipos tarbajan con directores de fauna y flora de zoológicos, industria de aviación que quieren utilizar ADN y técnicas de genómica en la administración de sus animales o para propósitos de aplicación de la ley a través del ADN de la fauna y flora basada ciencia forense
Johnson ha trabajado con tipos de muestras diversas como aletas de tiburón, embriones de pájaro, vesícula biliares, carne de pez, piel animal, huesos y cuernos. Algunos de esos casos han resultado en procesamiento y en penas en tribunales.
Es miembro de la Academia australiana de Ciencias Forenses Archivado el 26 de noviembre de 2018 en Wayback Machine., y en 2014 devino una de las pocas personas en Australia en ser nombradas examinadores forenses en fauna y flora por el ministro de Entorno Federal australiano sección 303GS(1) de Commonwealth Protección de Entorno y Acto de Protección de la Biodiversidad 1999. Es también una científica forense de fauna y flora certificada bajo el programa de certificación corrido por la Sociedad internacional de Ciencia Forense de fauna y flora.
Estableció y es cojefa investigadora del Consorcio de Genoma del Koala, en sociedad con la Universidad de Queensland de Tecnología. El equipo opera en secuenciación de genoma y transcriptoma de marsupiales para asistir en la conservación de esta especie acechada.
Johnson es presidenta de la Sociedad de Ciencia Forense neozelandesa y australiana NSW Rama, actualmente secretaria de la Sociedad de Genética de Australasia y directora de Afiliación y Outreach de la Sociedad Internacional de Ciencia Forense de fauna y flora.
La carrera de Johnson ha recibido el apoyo de sus mentores en ciencia Marianne Frommer, John Sved y el profesor Ross Crozier. Es una apasionada en la tutoría y es una mentora energética del alumnado e investigadores jóvenes.